# موتوري نوريناغا
موتوري نوريناغا، فيلسوف ياباني، من مواليد 21 يوليو 1730 بمدينة ماتسوساكا اليابانية، من ممثلي حركة التعلم القومي في عهد ييدو، الاسم السابق للعاصمة طوكيو، وهي حركة كانت تهدف إلى دراسة فكر ووجدان الكلاسيكيين اليابانيين، من شعراء وروائيين وأساطيريين، بمعزل عن توجهات الكونفوشية والبوذية المستوردتين من البر الآسيوي.

## اهتماماته وفلسفته
صرف موتوري اهتمامه في وقت لاحق إلى تطوير الشنتوية، مؤكدا على حساسية الأشياء التي هي المفهوم المركزي في نظريته الشعرية والأدبية. ومن وجهة نظر فلسفية، انتهى نوريناغا إلى القول بأن الآلهة هي التي تعمل الأشياء طرا حسنها وسيئها، إذ أن الآلهة نفسها تنقسم في رأيها إلى آلهة خيرة وآلهة شريرة. وبما أنها مسؤولة عن كل مافي العالم، حتى عن شروره، فعلى الإنسان أن يعطيها كل شيء، حتى نفسه وانفعالاته. فالقبول بالانفعالات هو طاعة الآلهة وتنعم بنوع من سلم وهناء ديني. وقد ألح نوريناغا على كون الإنسان ينشد بطبيعته السعادة، ولكن العالم يسير في غير اتجاه مشيئته، والألم يقربنا، ولايبعدنا عن الآلهة والأساطير، بصفتها الشنتوية القديمة، هي طريق الإنسان إلى معرفة الآلهة. ولهذا أمضى موتوري نصف حياته في ترجمة أسطورة «كوجيكي» المكتوبة بالمعجم القديم.

## كتاباته
نشرت مؤلفات نوريناغا في عشرين مجلدا، وضمن أشعاره ونظريته في الرواية وسيرته الذاتية ومذهبه في الشنتوية ونظريته السياسية.

## وفاته
توفي موتوري نوريناغا في 5 نونبر 1801 بمدينة ماتسوساكا عن عمر ناهز 71 سنة.

## روابط خارجية
- موتوري نوريناغا على موقع الموسوعة البريطانية (الإنجليزية)